# Beamrider
Beamrider is een computerspel uit 1983, dat ontworpen is door David Rolfe van Cheshire Engineering. Het spel werd oorspronkelijk alleen voor de Intellivision uitgebracht door Activision, later verschenen versies voor de Atari 2600, Atari 5200, Atari 8 bit-familie, ColecoVision, Commodore 64, MSX en de ZX Spectrum. In augustus 2010 verscheen Beamrider in de Game Room van Microsoft. Hierdoor kwam het spel beschikbaar voor de Xbox 360 en Windows.

## Gameplay
Het spel speelt zich af in de atmosfeer van de Aarde, waar ruimtewezens een schild omheen hebben geplaatst. Het doel van de speler is om 99 sectoren van het schild aan te vallen. De speler heeft de beschikking over een Beamrider-schip, deze is voorzien van drie torpedo's en een laser.
Elke sector wordt eerst beschermd door vijftien vijandige ruimteschepen. Daarna komt een Sentinel-schip tevoorschijn, deze kan vernietigd worden met een torpedo. De speler kan extra levens verkrijgen door Yellow Rejuvenators op te pakken.